# 稲妻咲右エ門
稲妻 咲右エ門（いなづま さきえもん、宝暦4年（1754年） - 天保9年（1838年）5月24日）は、出雲国（現在の島根県安来市に相当する場所）出身で佐渡ヶ嶽部屋に所属していた江戸時代の元大相撲力士。最高位は大関（歴代大関としての代数は第46代大関）。本名は天野 咲右エ門。
釋迦ヶ嶽雲右エ門の弟で、釋迦ヶ嶽雲右エ門と並んで大相撲史上初の兄弟幕内力士である。

## 来歴
安永3年（1774年）冬場所(10月)、17歳で大鳥居 門太夫の名で看板大関として初土俵を踏んだ。翌安永4年（1775年）春場所(3月)、看板大関のままで大渡 門太夫と改名したが、看板大関としては取組に出場していない。安永6年（1777年）冬場所(10月)には二段目に陥落して再び四股名を大鳥居 門太夫に戻したが、その後の数場所も出場していない。安永10年（1781年）春場所(3月)真鶴 咲右エ門に改名した。三段目に陥落した場所もあったが、10年余り二段目に在位して相撲を取り続けていた。寛政3年（1791年）冬場所(11月)、稲妻 咲右エ門に改名し、寛政6年（1794年）冬場所(10月)ようやく実力で幕内（上段）に復帰した。寛政9年（1797年）冬場所(10月)前頭筆頭まで進むが、これが二段目陥落・幕内復帰以降の最高位となり、上に雷電爲右エ門・千田川吉五郎らがひしめいていたため、ついに三役復帰はならず、文化元年（1804年）冬場所(10月)を最後に引退した。
その後は雲州藩の相撲頭取となり、兄の釋迦ヶ嶽の分まで長生きして、数え85歳の天寿を全うした。

## 主な成績
- 初土俵：安永3年10月場所 大関付け出し（看板大関）
- 新入幕：安永3年10月場所 大関付け出し（看板大関）
- 大関在位：2場所
- 大関成績：0勝0敗12休
- 幕内（上段）在位：17場所
- 幕内（上段）成績：46勝17敗67休6分5預10無勝負

### 場所別成績
| 1774年 | x                         | 西大関 0–0–8              |
| 1775年 | 西大関 0–0–4              | x                         |
| 1776年 | x                         | x                         |
| 1777年 | x                         | 西幕下6枚目 0–0           |
| 1778年 | x                         | x                         |
| 1779年 | x                         | x                         |
| 1780年 | x                         | x                         |
| 1781年 | 西幕下8枚目 0–0           | 西三段目5枚目 –           |
| 1782年 | 西幕下9枚目 1–0           | 西三段目筆頭 –            |
| 1783年 | 西幕下10枚目 5–2 1預      | 西幕下9枚目 5–0 1分       |
| 1784年 | 西幕下7枚目 2–1 2分       | 西幕下8枚目 2–3 2分       |
| 1785年 | x                         | x                         |
| 1786年 | 西幕下2枚目 3–3 1分1預    | 西幕下筆頭 4–1 1分1預     |
| 1787年 | 西幕下2枚目 – 興行中止    | x                         |
| 1788年 | x                         | 西幕下6枚目 3–4 1分1預1無 |
| 1789年 | 西幕下6枚目 5–2 2預       | x                         |
| 1790年 | x                         | 西幕下4枚目 0–0           |
| 1791年 | 西幕下4枚目 2–4 1分2無    | 西幕下4枚目 2–4 3無       |
| 1792年 | x                         | 西幕下筆頭 0–0 1無        |
| 1793年 | 西幕下筆頭 0–0            | x                         |
| 1794年 | 西幕下6枚目 0–0           | 西前頭4枚目 4–0–4 1分1預  |
| 1795年 | 西前頭3枚目 0–2 1分1預1無 | x                         |
| 1796年 | x                         | 西前頭2枚目 7–0–2 1預     |
| 1797年 | 西前頭2枚目 4–1–3 1分1無  | 西前頭筆頭 4–0–5 1無      |
| 1798年 | 西前頭筆頭 5–2–2 1無      | 西前頭筆頭 2–3–3 1無      |
| 1799年 | 西前頭筆頭 2–1–3 1無      | 西前頭筆頭 2–2–4 1分1預   |
| 1800年 | x                         | 西前頭筆頭 3–1–3 1分2無   |
| 1801年 | 西前頭筆頭 5–2–3          | x                         |
| 1802年 | x                         | 西前頭筆頭 4–2–3 1分      |
| 1803年 | 西前頭2枚目 4–1 1預1無    | 西前頭2枚目 0–0–10        |
| 1804年 | x                         | 西前頭2枚目 引退 0–0–10   |
| 各欄の数字は、「勝ち-負け-休場」を示す。 優勝 引退 休場 十両 幕下 三賞：敢=敢闘賞、殊=殊勲賞、技=技能賞 その他：★=金星 番付階級：幕内 - 十両 - 幕下 - 三段目 - 序二段 - 序ノ口 幕内序列：横綱 - 大関 - 関脇 - 小結 - 前頭（「#数字」は各位内の序列） |                           |                           |

- この成績表でテンプレートの仕様上「幕下」となっている部分は、番付表の上から二段目であるため、「二段目」と呼ぶ方が正確である。当時は段ごとに力士の地位を待遇差で区別する発想がまだ確立しておらず、二段目以下でも番付表で「前頭」（「同」表記でない）と書かれている部分までは「幕内格」と見るべきだという説がある。
- 三段目の地位は小島貞二コレクションの番付実物画像による。

### 改名歴
- 大鳥居 門太夫（おおとりい もんだゆう）
- 大渡 門太夫（おおわたり もんだゆう）
- 大鳥居 門太夫（おおとりい もんだゆう）
- 真鶴 咲右エ門（まなづる さきえもん）
- 稲妻 咲右エ門（いなづま さきえもん）